# 国松さまのお通りだい
『国松さまのお通りだい』（くにまつさまのおとおりだい）は、1971年10月6日から1972年9月25日まで、フジテレビ系列で全52回が放送された、虫プロダクション・フジテレビ共同制作のテレビアニメ。
放送時間は放送開始当初から1972年3月29日放送分（第26話）まで毎週水曜19:00 - 19:30、同4月3日放送分（第27話）以降は毎週月曜19:00 - 19:30（いずれもJST）。

## 概要
ちばてつやの漫画作品『ハリスの旋風』の2度目のアニメ化作品で、カラーテレビの普及に合わせて本作品はカラーでのリメイクとなった。アニメ第1作にて、カネボウハリス（クラシエフーズの前身）と結んでいたスポンサー契約が満了していた都合上、番組タイトルは原題から一新されている。また、物語終盤はオリジナルストーリーとして、原作のその後にあたる話が描かれた。
スタッフは前番組である『あしたのジョー』とほぼ同じ布陣が参加している。本作品の制作に入った時点で、すでに虫プロダクションは経営危機に陥っており、スタッフの多くは番組終了後に独立しマッドハウスの設立メンバーとなった。

## 登場人物
石田 国松
声 - 大山のぶ代
父ちゃん
声 - 西桂太
母ちゃん
声 - 渡辺典子
アー坊
声 - 山本嘉子
オチャラ（朝井 葉子）
声 - 松島みのり、坂井すみ江（45話のみ）
園長
声 - 和田啓
岩波先生
声 - 田中信夫
おでこ
声 - 田の中勇
メガネ
声 - 小原乃梨子
横地
声 - 増岡弘 → 北川国彦
伊野
声 - 肝付兼太
殿山
声 - 飯塚昭三 → 岡本敏明
鬼塚
声 - 中田浩二
大番長
声 - 柴田秀勝
佐々木
声 - 加藤修
小山
声 - 小宮山清
豪田
声 - 増岡弘
川地
声 - はせさん治
沼田
声 - 田中亮一
塩原
声 - 山田俊司
石川
声 - 岡本敏明
生徒
声 - 小井出和明
乗客A
声 - 毒蝮三太夫
乗客B
声 - 八奈見乗児

## スタッフ
- 原作 - ちばてつや
- プロデューサー - 岸本吉功、別所孝治
- 制作 - おおだ靖夫
- 設定 - 丸山正雄
- 作画監督 - 杉野昭夫、佐々門信芳、新田敏夫
- 作画担当 - 八幡正
- 仕上担当 - 増田恵子
- 美術担当 - 阿部幸次、窪田忠雄
- 特殊効果 - 橋爪朋二
- 撮影 - 大岩久剛、坂東昭雄
- 編集 - 伊藤叡、塚原瞳
- 音響 - 浦上靖夫、松原武俊
- チーフディレクター - 波多正美
- 作画 - スタジオLOOK
- 仕上 - タマプロダクション
- 背景 - ジャック
- 資料 - 松本豊
- 制作担当 - 成川誠一郎
- 効果 - イシダサウンドプロ（月岡弘）
- 録音 - 番町スタジオ
- 現像 - 東京現像所
- 制作 - 虫プロダクション、フジテレビ

## 主題歌
オープニングテーマ「国松さまのお通りだい」
作詞 - いしいたもつ / 作曲・編曲 - 淡の圭一 / 歌 - 山本喜代子
旧作の主題歌を改作したもの。但し旧作の替歌には出来ない程の完全新規作品。
エンディングテーマ「逆転の応援歌」
作詞 - いしいたもつ / 作曲・編曲 - 淡の圭一 / 歌 - 嶋崎由理、ボーカル・ショップ
1番は野球、2番は剣道、3番は拳闘(ボクシング)がモチーフ。尚3番はエンディングでは聞けない。

## 各話リスト
| 話数 | 放送日         | サブタイトル              | 脚本       | 演出     |
| ---- | -------------- | ------------------------- | ---------- | -------- |
| 1    | 1971年 10月6日 | 学園なんかこわくない      | 山崎晴哉   | 波多正美 |
| 2    | 10月13日       | エースになったるぞ!       | 伊東恒久   | 平田敏夫 |
| 3    | 10月20日       | やったぜ小さな大選手      | 柴山達雄   | 杉山卓   |
| 4    | 10月27日       | スターはつらいよ          | 山崎晴哉   | 石黒昇   |
| 5    | 11月3日        | がんばれチビ助            | 田村多津夫 | 神田武幸 |
| 6    | 11月10日       | 日本一のへんてこチーム    | 松岡清治   | 取手近史 |
| 7    | 11月17日       | サーカスの少女            | 鈴木良武   | 崎枕     |
| 8    | 11月24日       | 大暴れ見習いキャプテン    | 伊東恒久   | 杉山卓   |
| 9    | 12月1日        | たのも～っ!剣道部         | 山崎晴哉   | 富野喜幸 |
| 10   | 12月8日        | 大番長登場!               | 山崎晴哉   | 杉山卓   |
| 11   | 12月15日       | 決闘!富士見ヶ原           | 山崎晴哉   | 高橋良輔 |
| 12   | 12月22日       | も～れつ新入部員          | 田村多津夫 | 平田敏夫 |
| 13   | 12月29日       | 町一番のいじめっ子        | 田村多津夫 | 波多正美 |
| 14   | 1972年 1月5日  | 合宿所は大さわぎ          | 伊東恒久   | 神田武幸 |
| 15   | 1月12日        | 男度胸の闇げいこ          | 鈴木良武   | 高橋良輔 |
| 16   | 1月19日        | 俺はNo1剣士               | 田村多津夫 | 杉山卓   |
| 17   | 1月26日        | 友情の応援歌              | 山崎晴哉   | 高橋良輔 |
| 18   | 2月2日         | 国松の特ダネ記者          | 山崎晴哉   | 平田敏夫 |
| 19   | 2月9日         | うなれ!ばくだんパンチ     | 濠喜人     | 富野喜幸 |
| 20   | 2月16日        | 憎いあいつをぶっとばせ    | 濠喜人     | 神田武幸 |
| 21   | 2月23日        | 俺は男だ泣くもんか        | 田村多津夫 | 高橋良輔 |
| 22   | 3月1日         | それ行け新拳闘部          | 伊東恒久   | 取手近史 |
| 23   | 3月8日         | 輝け!おんぼろリング       | 濠喜人     | 黒木大介 |
| 24   | 3月15日        | あっぱれ国松大逆転        | 奈良虫丸   | 高橋良輔 |
| 25   | 3月22日        | 花は美しい                | 柴山達雄   | 杉野昭夫 |
| 26   | 3月29日        | 身代り養子は大弱り        | 濠喜人     | 平田敏夫 |
| 27   | 4月3日         | てんやわんやの裏方さん    | 山崎晴哉   | 高橋良輔 |
| 28   | 4月10日        | 国松の忠臣蔵              | 山崎晴哉   | 神田武幸 |
| 29   | 4月17日        | 田舎よいとこ一度はおいで  | 濠喜人     | 平田敏夫 |
| 30   | 4月24日        | 石田家最大のピンチ        | 濠喜人     | 黒木大介 |
| 31   | 5月1日         | 俺は黒帯三四郎            | 山崎晴哉   | 杉山卓   |
| 32   | 5月8日         | 黒いサッカー野郎          | 濠喜人     | 吉川惣司 |
| 33   | 5月15日        | オッス!よろしくサッカー部 | 山崎晴哉   | 石黒昇   |
| 34   | 5月22日        | 大張り切りゴールキーパー  | 濠喜人     | 平田敏夫 |
| 35   | 5月29日        | 男国松どこへ行く          | 田村多津夫 | 棚橋一徳 |
| 36   | 6月5日         | すごーい野郎がやって来た  | 山崎晴哉   | 奥田誠治 |
| 37   | 6月12日        | 国松花の大勝利            | 佐藤健一   | 波多正美 |
| 38   | 6月26日        | マキの子守り唄            | 濠喜人     | 波多正美 |
| 39   | 7月3日         | 走れ国松名ランナー        | 山崎晴哉   | 平田敏夫 |
| 40   | 7月10日        | おれたちチビッ子渡り鳥    | 濠喜人     | 崎枕     |
| 41   | 7月24日        | 月の国からこんばんわ      | 田村多津夫 | 石黒昇   |
| 42   | 8月7日         | 祭りだ喧嘩だ国松だい!     | 山崎晴哉   | 鈴木正俊 |
| 43   | 8月21日        | こんちは船長              | 田村多津夫 | 黒木大介 |
| 44   | 9月4日         | バンザイ!のんき先生       | 田村多津夫 | 崎枕     |
| 45   | 9月18日        | 助っ人国松大暴れ          | 佐藤健一   | 取手近史 |
| 46   | 9月25日        | 決闘!男国松ここにあり     | 濠喜人     | 波多正美 |

## 放送局
- フジテレビ：水曜 19:00 - 19:30（1972年3月まで） → 月曜 19:00 - 19:30（1972年4月より）
- 札幌テレビ：水曜 19:00 - 19:30（1972年3月まで）[2]
  - 北海道文化放送：月曜 19:00 - 19:30（1972年4月の開局より。サービス放送期間中も札幌テレビと並行して放送された）[3]
- 岩手放送：火曜 18:00 - 18:30 → 木曜 17:00 - 17:30[4]
- 秋田テレビ：水曜 19:00 - 19:30（1972年3月まで） → 月曜 19:00 - 19:30（1972年4月から）[5]
- 山形テレビ：水曜 19:00 - 19:30（1972年3月まで）  → 金曜 18:00 - 18:30（1972年4月から） [6]
- 仙台放送：水曜 19:00 - 19:30（1972年3月まで）  → 月曜 19:00 - 19:30（1972年4月から） [7]
- 福島テレビ：日曜 9:00 - 9:30[8]
- 東海テレビ：水曜 19:00 - 19:30（1972年3月まで） → 月曜 19:00 - 19:30（1972年4月から）
- 富山テレビ：水曜 19:00 - 19:30（1971年10月時点）[9]→月曜 19:00 - 19:30（1972年4月より。本番組の終了に伴いフジテレビ同時ネットを取り止めた）[10]
- 石川テレビ：水曜 19:00 - 19:30（1971年10月時点）[9]→月曜 19:00 - 19:30（1972年4月より）[10]
- テレビ岡山：水曜 19:00 - 19:30（1972年3月まで） → 金曜 18:00 - 18:30
- 広島テレビ：水曜 19:00 - 19:30（1972年3月まで） → 水曜 18:00 - 18:30
- テレビ熊本：火曜 18:00 - 18:30[11]

## 映像ソフト化
全話収録のDVD-BOXは、コロムビアミュージックエンタテインメント（現・日本コロムビア）より2004年9月1日から12月1日にかけて全2巻（第1巻は5枚組・24話収録、第2巻は4枚組、22話収録）が発売された。

## 劇場版
1972年7月16日に上映された『東映まんがまつり へんしん大会』にて、第8話「大暴れ見習いキャプテン」のテレビブローアップ版が上映された。併映は作品、『魔犬ライナー0011変身せよ!』、『仮面ライダー対じごく大使』、『超人バロム・1』、『変身忍者 嵐』、『魔法使いチャッピー』の5本。